# (14309) Defoy
(14309) Defoy es un asteroide perteneciente al grupo de los asteroides que cruzan la órbita de Marte descubierto por Johann Palisa el 22 de septiembre de 1908 desde el Observatorio de Viena, Austria.

## Designación y nombre
Defoy se designó al principio como A908 SA.
Más adelante, en 2000, fue nombrado en honor de Ilse Defoy (1892-1947).

## Características orbitales
Defoy orbita a una distancia media del Sol de 2,602 ua, pudiendo acercarse hasta 1,429 ua y alejarse hasta 3,774 ua. Tiene una inclinación orbital de 6,48 grados y una excentricidad de 0,4508. Emplea en completar una órbita alrededor del Sol 1533 días. El movimiento de Defoy sobre el fondo estelar es de 0,2349 grados por día.

## Características físicas
La magnitud absoluta de Defoy es 14,3.